# المدرسة النموذجية (الجامعة الأردنية)
المدرسة النموذجية هي مدرسة خاصة مختلطة تابعة لكلية العلوم التربوية في الجامعة الأردنية، وتقع في منطقة الجبيهة، عمان، الأردن. تأسست المدرسة عام 1983، ويتراوح أعداد الطلبة في المدرسة بين (600-650) طالباً وطالبة.

## التأسيس
أُنشِئَت المدرسة عام 1983 من قرار مجلس عمداء الجامعة الأردنية، وتتبع المدرسة الجامعة الأردنية بشكل عام وكلية العلوم التربوية في الجامعة الأردنية بوجه خاص وذلك لقيام أساتذة الجامعة بإجراء البحوث في مجال التعلم والتعليم، وتدريب طلبة الجامعة في المدرسة. وتابعة المدرسة لوزارة التربية والتعليم الأردنية حيث تعتمد في تدريسها على المناهج المقررة من الوزارة.

## لمحة عامة
في العام الدراسي 2013/2012 تم وضع مبنين للمدرسة؛ مبنى للصفوف الثلاثة الأولى ومبنى آخر للصفوف من 4 لل 12. تضم المدرسة جميع صفوف المرحلة الأساسية ولكل صف شعبتين وشعبة واحدة لكل صف في المرحلة الثانوية (للفرع العلمي فقط) بالإضافة إلى صفوف الروضة. يتكون الصف الواحد من(20 -25) طالباً وطالبة. تطبق المدرسة بالإضافة إلى مناهج وزارة التربية والتعليم برامج أخرى تشمل اللغات الأجنبية، منها: الانجليزية من صفوف الروضة، والفرنسية من الخامس الأساسي، والحاسوب والموسيقى والأنشطة الفنية والرياضية والكشفية والثقافية والدينية المتنوعة، وتعمل المدرسة على البدء بإدخال برامج (SAT) و(AP) الأمريكية. تحتوي المدرسة على مكتبة ومختبر علوم ومختبر كيمياء ومختبر فيزياء ومختبر الأحياء، ومختبرين حاسوب يحتوى على أجهزة حاسوب متطورة، وغرف مشاغل مهنية وفنية مستقلة وملاعب كرة قدم وسلة وغرفة تمريض لمتابعة الفحوص الدورية للطلبة والمطاعيم والحالات الطارئة.

## وصلات خارجية
- الموقع الرسمي